# Mēness
Mēness (lett. Mēness, lit. Mėnulis, Mėnuo; apr. menins m. »Mond«) ist in der baltischen Mythologie der Mondgott.

## Letten
Mēness gehört in der lettischen Mythologie neben Dievs, Saule und Pērkons zu den lettischen Hauptgottheiten. Er wird in den Dainas als Krieger beschrieben und die Sterne sind sein Heer und es wird auch gesagt, dass er die Sterne zähle, wobei manchmal einer fehle, nämlich Auseklis, der Morgenstern, der auch sein Diener ist. Morgen- und  Abendstern werden aber auch als die Pferde von Mēness beschrieben, mit denen er über den Himmelberg fährt. Aber auch die Vorstellung, dass er mit einem Boot über den Himmel fährt, findet sich in den Dainas. Ähnlich wie bei anderen lettischen Hauptgottheiten werden in den Dainas auch dem Mondgott mehrere Söhne zugesprochen, die aber keinerlei Funktion oder Bedeutung haben, sondern vielmehr der poetischen Ausschmückung dienen.
Als Kriegsgott wird dem Mēness zu Beginn einer Schlacht geopfert und ihm wird die Kriegsfahne geweiht.

## Litauer
Nach der litauischen Mythologie heiratet Mėnuo oder Mėnulis die Sonnengöttin Saulė. Diese stand stets früh auf, im Gegensatz zu Mėnulis, der deshalb alleine über den Himmel wanderte. Als er sich in Aušrinė verliebte, kam es zum Ehekrach. Nach der Scheidung stritten sich Saulė und Mėnulis um die gemeinsame Tochter Žemyna. Der Donnergott Perkūnas entschied dann, dass Saulė die Tochter am Tag und Mėnulis bei Nacht sehen dürfe.
Mėnulis entführte zudem die mit den Dievo sūneliai verlobte Saulytė in seinem Boot. Ein anderes Mädchen, das er entführte, ist mit seinem Wassereimer noch heute im Mond sichtbar.